# Leon Sternbach (chemik)

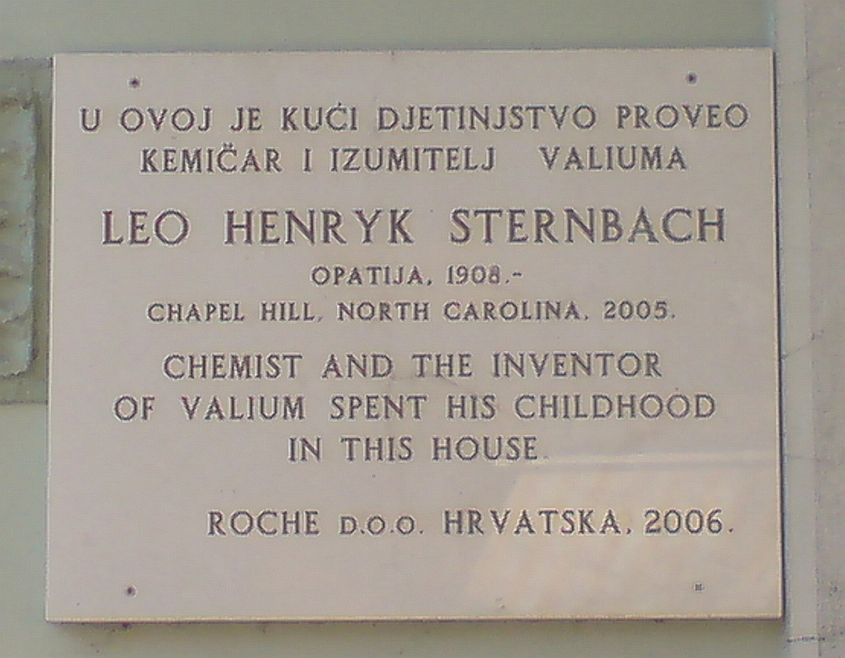
Tablica pamiątkowa w Opatii

Leon Henryk Sternbach (ur. 7 maja 1908 w Opatii, zm. 28 września 2005 w Chapel Hill) – polsko-amerykański chemik i farmaceuta żydowskiego pochodzenia.
Syn krakowskiego aptekarza Michała Abrahama Sternbacha, absolwenta wydziału farmaceutycznego Uniwersytetu Jagiellońskiego. Uczęszczał do gimnazjum w Villach i Grazu. W 1923 przybył do Bielska, gdzie w 1926 zdał maturę. W tym samym roku przeniósł się do Krakowa. Pomagał tam ojcu w aptece i podjął studia.
Studiował na wydziale farmacji Uniwersytetu Jagiellońskiego, uzyskując w 1929 roku tytuł zawodowy magistra farmacji. Następnie podjął studia chemiczne, uzyskując w 1931 roku stopień naukowy doktora na podstawie rozprawy pt. O związkach pochodnych alfa i beta – acetonaftalenu. Następnie do 1936 roku pracował jako asystent w II Zakładzie Chemii Organicznej UJ u prof. Karola Dziewońskiego. Zajmował się głównie badaniami nad barwnikami. W 1936 został zwolniony w ramach redukcji etatów.
W roku 1937 otrzymał stypendium Fundacji Feliksa Wiślickiego i wyjechał do Wiednia, a następnie przeniósł się do Zurychu. Tam kontynuował swoje badania rozpoczęte jeszcze w Krakowie.
Wojna zastała go w Szwajcarii. Matka, z pochodzenia Żydówka z Węgier, przeżyła ukrywana przez Polaków. 1 czerwca 1940 roku Leon Sternbach zatrudnił się w koncernie farmaceutycznym Hoffmann-La Roche w Bazylei, w którym pracował aż do 95. roku życia (2003).
W połowie 1941 wraz z żoną przeniósł się do Stanów Zjednoczonych, do nowo tworzonego ośrodka koncernu Roche w Nutley. Na początku opracował syntezę witaminy H, czyli biotyny.
Zsyntetyzował pierwsze na świecie benzodiazepiny: chlorodiazepoksyd (1957), diazepam (Valium) (1959), flurazepam, flunitrazepam, nitrazepam, klonazepam, także wiele środków bakteriobójczych, przeciwbólowych i przeciwwymiotnych. Jest autorem ponad 240 patentów. Odkrycia Sternbacha znacząco przyczyniły się do sukcesów koncernu, dla którego poświęcił niemal całą swoją karierę zawodową.
W 2005 wprowadzony został do National Hall of Fame of Inventors.

Swoje życie podsumował w słowach: 

Przez całe swoje życie kochałem chemię, kochałem pracę w laboratorium, uważałem to za coś najlepszego i najbardziej interesującego, kochałem swoje życie.

W czerwcu 2006 r. powstał film biograficzny o życiu Leona Sternbacha pt. „Chemia życia Leona Sternbacha”.